# Leichtathletik-Länderkampf der Männer 1935 England – Deutschland
| 2. Leichtathletik-Länderkampf mit deutscher Beteiligung 1935 | 2. Leichtathletik-Länderkampf mit deutscher Beteiligung 1935 |
| ------------------------------------------------------------ | ------------------------------------------------------------ |
|                                                              |                                                              |
| Länderkampfvergleich der Männer: England – Deutschland       |                                                              |
| Austragungsort                                               | London                                                       |
| Wettbewerbe                                                  | 13                                                           |
| Datum                                                        | 11. August 1935                                              |
| 1. GER 2. ENG                                                | 75 Punkte 61 Punkte                                          |
| Chronik                                                      |                                                              |
| ← SUI-GER (Männer)                                           | FIN-GER (M) →                                                |

Mit dem zweiten Gegner des Leichtathletik-Länderkampfjahrs 1935 vor der Länderkampfpause im folgenden Jahr hatten die deutschen Männer im vorletzten Jahr bereits einmal einen Vergleich durchgeführt. Dieser hatte wie auch dieser jetzt in der englischen Hauptstadt London stattgefunden, Austragungsdatum war in diesem Jahr der 11. August. Mit 75 Punkten gegenüber 61 Punkten der Engländer setzte sich Deutschland auch dieses Mal durch.

## Wettbewerbe
Wie vor zwei Jahren stand als Staffel nur die sogenannte olympische Staffel auf dem Programm. Diese war gestaltet in der Form 400 Meter – 200 Meter – 200 Meter – 800 Meter. Die Streckenlängen der Laufdisziplinen richteten sich diesmal nach metrischen Maßen und nicht wie 1933 nach den im angelsächsischen Raum gebräuchlichen Yards- und Meilenmaßen. Bei den technischen Disziplinen wurde auch diesmal der Speerwurf nicht ausgetragen.

## Modus
Gewertet wurde nach dem später üblichen System. Einzeldisziplinen: Pl. 1: 5 P, Pl. 2: 3 P, …, Pl. 4: 1 P / Staffel: Pl. 1: 5 P, Pl. 2: 3 P.

## Ergebnis
Deutschlands Sieg kam zustande durch die Überlegenheit in den technischen Disziplinen, die allesamt an das deutsche Team gingen. In den Laufwettbewerben waren die englischen Leichtathleten ganz leicht überlegen, auch die Staffel ging an das englische Team.

## Legende
Kurze Übersicht zur Bedeutung der Symbolik – so üblicherweise auch in sonstigen Veröffentlichungen verwendet:
| k. A. | keine Angabe |

## Resultate

### 100 m
| Platz | Athlet           | Land | Zeit (s) |
| ----- | ---------------- | ---- | -------- |
| 1     | Wilhelm Leichum  | GER  | 10,5     |
| 2     | Arthur Sweeney   | ENG  | 10,6     |
| 3     | Erich Borchmeyer | GER  | 10,8     |
| 4     | Walter Rangeley  | ENG  | 10,9     |

### 200 m
| Platz | Athlet           | Land | Zeit (s) |
| ----- | ---------------- | ---- | -------- |
| 1     | Walter Rangeley  | ENG  | 21,9     |
| 2     | Arthur Sweeney   | ENG  | 21,9     |
| 3     | Karl Neckermann  | GER  | 22,2     |
| 4     | Erich Borchmeyer | GER  | k. A.    |

### 400 m
| Platz | Athlet        | Land | Zeit (s) |
| ----- | ------------- | ---- | -------- |
| 1     | Bill Roberts  | ENG  | 47,7     |
| 2     | Godfrey Brown | ENG  | 48,4     |
| 3     | Helmut Hamann | GER  | 49,1     |
| 4     | Franz Heimle  | GER  | 51,1     |

### 800 m
| Platz | Athlet             | Land | Zeit (min) |
| ----- | ------------------ | ---- | ---------- |
| 1     | James Stothard     | ENG  | 1:54,4     |
| 2     | Wolfgang Dessecker | GER  | 1:54,6     |
| 3     | Hans König         | GER  | 1:56,4     |
| 4     | Tom Scrimshaw      | ENG  | 1:56,8     |

### 1500 m
| Platz | Athlet           | Land | Zeit (min) |
| ----- | ---------------- | ---- | ---------- |
| 1     | Fritz Schaumburg | GER  | 3:54,0     |
| 2     | Aubrey Reeve     | ENG  | 3:54,4     |
| 3     | Tom Ridell       | ENG  | 3:54,8     |
| 4     | Willi Rothbart   | GER  | 4:03,2     |

### 5000 m
| Platz | Athlet         | Land | Zeit (min) |
| ----- | -------------- | ---- | ---------- |
| 1     | Max Syring     | GER  | 15:16,0    |
| 2     | Alec Burns     | ENG  | 15:31,0    |
| 3     | Wally Beavers  | ENG  | 15:45,0    |
| 4     | Richard Blösch | GER  | 16:59,8    |

### 110 m Hürden
| Platz | Athlet           | Land | Zeit (s) |
| ----- | ---------------- | ---- | -------- |
| 1     | Don Finlay       | ENG  | 14,6     |
| 2     | Erwin Wegner     | GER  | 14,9     |
| 3     | Willi Welscher   | GER  | 15,2     |
| 4     | Ashleigh Pilbrow | ENG  | 15,6     |

### Olympische Staffel (400 m – 200 m – 200 m – 800 m)
| Platz | Besetzung       | Land                                                     | Zeit (s) |
| ----- | --------------- | -------------------------------------------------------- | -------- |
| 1     | England         | Godfrey Brown Hunter Walter Rangeley Tom Scrimshaw       | 3:28,8   |
| 2     | Deutsches Reich | Helmut Hamann Karl Neckermann Wilhelm Leichum Hans König | 3:35,6   |

### Hochsprung
| Platz | Athlet          | Land | Höhe (m) |
| ----- | --------------- | ---- | -------- |
| 1     | Gustav Weinkötz | GER  | 1,90     |
| 2     | Stanley West    | ENG  | 1,87     |
| 3     | Hans Martens    | GER  | 1,85     |
| 4     | John Michie     | ENG  | 1,80     |

### Stabhochsprung
| Platz | Athlet           | Land | Höhe (m) |
| ----- | ---------------- | ---- | -------- |
| 1     | Julius Müller    | GER  | 4,00     |
| 1     | Fritz Hartmann   | GER  | 4,00     |
| 3     | Alfred Kinally   | ENG  | 3,50     |
| 4     | Frank Phillipson | ENG  | 3,30     |

### Weitsprung
| Platz | Athlet          | Land | Weite (m) |
| ----- | --------------- | ---- | --------- |
| 1     | Wilhelm Leichum | GER  | 7,55      |
| 2     | Arthur Bäumle   | GER  | 7,02      |
| 3     | Sandy Duncan    | ENG  | 6,93      |
| 4     | William Breach  | ENG  | 6,64      |

### Kugelstoßen
| Platz | Athlet         | Land | Weite (m) |
| ----- | -------------- | ---- | --------- |
| 1     | Hans Woellke   | GER  | 16,00     |
| 2     | Gerhard Stöck  | GER  | 14,71     |
| 3     | Robert Howland | ENG  | 14,01     |
| 4     | Watson         | ENG  | 12,76     |

### Diskuswurf
| Platz | Athlet             | Land | Weite (m) |
| ----- | ------------------ | ---- | --------- |
| 1     | Otto Würfelsdobler | GER  | 49,36     |
| 2     | Wolfram Kronenberg | GER  | 44,14     |
| 3     | William Land       | ENG  | 33,79     |
| 4     | Douglas Bell       | ENG  | 33,52     |